# Arekti Premer Golpo
Arekti Premer Golpo (en bengalí: আরেকটি প্রেমের গল্প; en inglés: Just Another Love Story) es una película dramática india de 2010 dirigida por el cineasta bengalí Kaushik Ganguly, escrita también por el propio Kaushik. Está protagonizada por Rituparno Ghosh e Indraneil Sengupta, con Ghosh interpretando a un cineasta transgénero. Es la primera película queer que se rodó  después de que el Tribunal Superior de Delhi anulara partes de la Sección 377 del Código Penal indio en julio de 2009 por considerarlas inconstitucionales con respecto al sexo gay (en una decisión revocada por el Tribunal Supremo de la India en 2013).  La película se estrenó en el 60º Festival de Cine de Berlín en 2010.

## Trama
La película trata sobre Abhiroop Sen (Rituparno Ghosh), une realizadore de documentales de género no binario que reside en Delhi, cuyo amante bisexual es el director de fotografía (Indraneil Sengupta) de la película. Visitan Calcuta para hacer un documental sobre la vida del legendario actor de jatra Chapal Bhaduri, quien en su apogeo era conocido como 'Chapal Rani', conocido por su interpretación de papeles femeninos en el escenario en una época en la que las mujeres no actuaban en el escenario. Inicialmente, Abhiroop Sen tiene que afrontar algunas dificultades para iniciar el documental, ya que es transgénero. Pero con el apoyo de Chapal Bhaduri, Abhiroop inicia el rodaje. Durante el rodaje, Abhiroop se siente en la posición de Chapal Bhaduri. La película continúa con una comparación entre la relación íntima de Abhiroop con Indraneil Sengupta, quien está casado con Rani (Churni Ganguly) y la relación de Chapal Bhaduri (Rituparno Ghosh) con Kumar (Indraneil Sengupta), quien está casado con Gopa (Churni Ganguly). En el transcurso de la película, Abhiroop se encariña con Uday y Chapal Bhaduri con Tushar, ambos interpretados por Jisshu Sengupta. La película lleva a los espectadores a través de la vida presente de Abhiroop Sen y la vida pasada de Chapal Bhaduri con los mismos actores. La película se centra en el trauma mental que enfrentan las personas transgénero y su ostracismo por parte de la sociedad.

## Reparto
- Jisshu Sengupta como Uday / Tushar (doble papel)
- Rituparno Ghosh como Abhiroop Sen / Chapal Bhaduri (doble papel)
- Indraneil Sengupta como Basu / Kumar (doble papel)
- Churni Ganguly como Rani / Gopa (doble papel)
- Raima Sen como Momo / Sheela (doble papel)
- Chapal Bhaduri como él mismo
- Taranga Sarkar

## Premios
- Ganó el premio I-View 2010 Engendered Award al cine000 destacado [3]

También ganó Silver Peacock en IFFI 2010, Goa, Festival de Cine de Berlín, 2010, Premio a la Mejor Película en el Festival de Cine de Nueva York, 2010.000